# Nesflaten
Nesflaten is een dorp  in de gemeente Suldal in de provincie Rogaland in Noorwegen. Het dorp ligt aan de noordkant van het Suldalsvatnet.  In Nesflaten staat een kapel uit 1853. Het gebouw biedt plaats aan ongeveer 150 kerkgangers. De kapel is deel van de parochie Suldal van het decanaat Ryfylke van het bisdom Stavanger in de Noorse kerk.